# Cheung Po Tsai
Cheung Po Tsai (chinois traditionnel : 張保仔), né en 1783 et mort en 1822, est un pirate chinois. Il est connu sous les orthographes communes de Cheung Po.
Plusieurs lieux de Hong Kong lui sont liés :
- la grotte de Cheung Po Tsai, sur l'île de Cheung Chau, qui est une petite grotte où il aurait entreposé ses prises ;
- plusieurs temples dédiés à la déesse Tianhou et à la piraterie qu'il a bâtis sur les îles Ma Wan, Cheung Chau et Stanley.

## Biographie
Pirate notable de Hong Kong, Zhang Pao Tsai est le fils d'un pêcheur Tanka vivant à Xinhui en Jiangmen. Il est enlevé à l'âge de 15 ans par le pirate Cheng I et sa femme Ching Shih, qui l'adoptèrent. Zhang Pao reprit ensuite l'activité de ses parents adoptifs.
Zhang Pao Tsai était actif sur les côtes cantonaises durant la dynastie Qing. Ses équipages étaient réputés compter plus de cinquante mille individus, et sa flotte atteindre six cents navires. Il avait un partenariat de piraterie avec Cai Qian et ils travaillèrent ensemble jusqu'au suicide de ce dernier, en 1809, alors qu'il était encerclé par l'armée Qing. Zhang Pao décida alors de se rendre et il capitula devant le gouvernement chinois en 1810. Il devint capitaine de la flotte impériale, recevant le rang de colonel et une affectation aux îles Penghu, loin de Hong Kong.  Il passa le reste de sa vie à aider le gouvernement à combattre d'autres pirates.

## Dans la culture populaire
- Le film d'action hongkongais de 1973 Le Pirate (Da hai dao) a pour personnage principal Zhang Pao Tsai[3].
- Le film d'action hongkongais de 1983 Project A a basé son personnage antagoniste (joué par Dick Wei) sur Zhang Pao Tsai.
- Dans le film d'action hongkongais Il était une fois en Chine 5 de 1994, Zhang Pao Tsai est un des nombreux opposants à Wong Fei-Hung. Comme le film se déroule peu de temps après la  révolte des boxers, soit plus de soixante-dix ans après la mort historique de Zhang Pao Tsai, il y apparait comme un homme extrêmement vieux.
- Le film américain Pirates des Caraïbes : Jusqu'au bout du monde met en scène un pirate appelé Sao Feng comme membre du tribunal de la confrérie. Ce personnage est fondé sur Zhang Pao Tsai, bien que le film se déroule longtemps avant sa naissance.
- Dans le manga One Piece, un des personnages, Scratchman Apoo, est inspiré de Zhang Pao Tsai.
- La jonque Aqua Luna est nommée d'après Zhang Pao Tsai, dont elle est une traduction approximative[4].
- Tony Hung incarna Zhang Pao Tsai en 2015 dans le téléfilm hongkongais Captain of Destiny, une série de science-fiction historique sur un officier de police contemporain rencontrant Zhang Pao Tsai après un voyage dans le temps.